# SDR 1
SDR 1, Südfunk 1, war vom 4. März 1948 bis zur Fusion von SDR und SWF zum SWR am 30. August 1998 das erste Hörfunkprogramm des Süddeutschen Rundfunks. Der Sender hatte seinen Sitz in Stuttgart. Versorgungsgebiet war das nördliche Baden-Württemberg in den Grenzen des bis 1952 bestehenden Landes Württemberg-Baden. In den 1980er Jahren trat es mit dem Slogan „Das Herz des Südens“ auf. Gelegentlich firmierte es auch mit „Radio Stuttgart präsentiert“.
SDR 1 war das Hauptinformationsprogramm des SDR. Statt eines durchformatierten Programms bot SDR 1 viele Spartensendungen und einen hohen Wortanteil. Beispiel dafür war die Sendung Heute im Gespräch um 19:20 Uhr. Das Journal am Morgen entwickelte sich aus einer Sendung für Frauen und blieb bei zehn Minuten Wort, was in anderen ARD-Hauptprogrammen („Wellen“) in den 1980er-Jahren schon zur Seltenheit geworden war, ebenso wie die 15-minütige Hintergrundsendung um 22:15 Uhr. Erstaunliche Tiefe für ein Massenmedium zeigte die Sendung Ruf Heidelberg 2 71 67 (später Ruf Mannheim 418 000) der Wissenschaftsredaktion aus Heidelberg am Donnerstagabend, die sich bemühte, wissenschaftliche Antworten auf Hörerfragen allgemeinverständlich darzulegen.
Bis in die frühen 1980er-Jahre gab es im Radio die klassischen großen Unterhaltungssendungen am Samstagnachmittag, live und mit Publikum. Für Südfunk 1 kamen sie oft „aus dem großen Sendesaal der Villa Berg“. Typische schwäbische Vertreter des hintersinnigen Dialekt-Humors waren Häberle und Pfleiderer, Willy Reichert und Oscar Heiler. Verschiedene Reihen von Quizsendungen, die mit dem RIAS gemeinsam ausgestrahlt wurden, erstellte und präsentierte Hans Rosenthal (Allein gegen alle). Bei zahlreichen Gelegenheiten umrahmte Erwin Lehn mit dem Südfunk-Tanzorchester das Programm.
Das Musikprogramm reichte von Schlagern und Evergreens bis hin zur leichten Popmusik. In den ersten Jahren beherrschten fast nur deutschsprachige Produktionen aus dem Operetten-Genre sowie die Musik von Peter Alexander über Udo Jürgens bis Heino das Feld. Im Wunschkonzert lag der Gefangenenchor aus Nabucco immer griffbereit, er wurde mit Abstand am häufigsten verlangt.
Seit Sendebeginn des 4. Radioprogrammes konnten Schlager und die volkstümliche Musik dort ihre Heimat finden, und ABBA, Frank Sinatra und auch etwas rockigere Interpreten machten Englisch bei SDR 1 zur „Haupt-Musiksprache“. Bei der Unterhaltung gab es im Nischenprogramm auch einen „Blitzableiter“, mit Axel Naumer.

## Programmschema 1995

### Montag bis Freitag
| 5:05  | Aktuell                                      | Aktuell                                                        |
| 8:05  | Presse                                       | Presse                                                         |
| 8:10  | Journal am Morgen                            | Journal am Morgen                                              |
| 8:20  | Radiomarkt                                   | Radiomarkt                                                     |
| 11:05 | Sie wünschen - wir spielen                   | Sie wünschen - wir spielen                                     |
| 12:00 | Aktuell                                      | Aktuell                                                        |
| 12:35 | Land und Umwelt                              | Land und Umwelt                                                |
| 12:45 | Bilanz am Mittag                             | Bilanz am Mittag                                               |
| 13:05 | Um Antwort wird gebeten - Hörer fragen Hörer | Um Antwort wird gebeten - Hörer fragen Hörer                   |
| 14:05 | Land und Leute                               | Land und Leute                                                 |
| 16:05 | Heute in Baden-Württemberg                   | Heute in Baden-Württemberg                                     |
| 17:05 | Aktuell                                      | Aktuell                                                        |
| 18:30 | Aus der Landespolitik                        | Aus der Landespolitik                                          |
| 18:55 | Hutzelmann                                   | Hutzelmann                                                     |
| 19:00 | Nachrichten, Berichte, Meinungen             | Nachrichten, Berichte, Meinungen                               |
| 19:20 | Heute im Gespräch                            | Heute im Gespräch                                              |
| 20:05 | Mo:                                          | Swingtime; 21:05 Krimi                                         |
|       | Di:                                          | Reisezeit                                                      |
|       | Mi:                                          | Sie wünschen – wir spielen EXTRA                               |
|       | Do:                                          | Ruf Heidelberg 2 71 67 – die Wissenschaftsredaktion informiert |
|       | Fr:                                          | Music Mix; 21:05 Heute im Stadion                              |
| 22:05 | Sport                                        | Sport                                                          |
| 22:15 | Mo:                                          | Aus Wirtschaft und Sozialpolitik                               |
|       | Di:                                          | Aus der Residenz des Rechts                                    |
|       | Mi:                                          | Umwelt-Report                                                  |
|       | Do:                                          | Politik international                                          |
|       | Fr:                                          | Politische Bücher                                              |
| 22:30 | Mo–Do:                                       | ARD-Nachtexpress                                               |
|       | Fr:                                          | Tanzparty; anschl. ARD-Nachtexpress                            |

### Samstag
| 5:05  | Wie Montag bis Freitag                     |
| 8:20  | Das Samstagsmagazin                        |
| 11:05 | Sie wünschen – wir spielen                 |
| 12:00 | Aktuell                                    |
| 12:50 | Kommentar                                  |
| 13:05 | Weekend-Radio                              |
| 15:05 | Im Stadion                                 |
| 18:05 | Chronik Baden-Württemberg                  |
| 18:50 | Hutzelmann (für Kinder)                    |
| 19:05 | Sport                                      |
| 19:20 | Heute im Gespräch                          |
| 20:05 | So war’s                                   |
| 22:05 | Sport                                      |
| 22:20 | Spät-Vorstellung (Kabarett und Kleinkunst) |
| 0:05  | Nachtexpress                               |

### Sonntag
| 5:55  | Zum Tagesbeginn                                   |
| 6:05  | Melodie am Morgen                                 |
| 8:05  | Sonntagsmagazin                                   |
| 9:45  | Lebendige Wissenschaft                            |
| 10:05 | Matinee                                           |
| 12:05 | Was uns betrifft                                  |
| 13:05 | Mundarthörspiel (schwäbisch/badisch/kurpfälzisch) |
| 14:05 | Das SDR 1-Café                                    |
| 17:05 | Aktuell                                           |
| 18:07 | Zeit für Musik                                    |
| 18:55 | Hutzelmann                                        |
| 19:05 | Sport                                             |
| 19:10 | Heute im Gespräch                                 |
| 20:05 | Bücherbar                                         |
| 22:05 | Sport                                             |
| 22:15 | Aus Bund und Ländern                              |
| 22:30 | Treffpunkt Jazz                                   |
| 0:05  | Nachtexpress                                      |

Logo des Senders
Eine weitere Variante des Logos